# Клайн, Ральф (тренер)
Ральф Клайн (ивр. רלף קליין‎; нем. Ralph Klein; 29 июля 1931, Берлин — 7 августа 2008, Рамат-Ган) — израильский баскетболист, баскетбольный тренер и спортивный обозреватель.
- В качестве игрока — шестикратный чемпион Израиля и шестикратный обладатель Кубка Израиля
- В качестве тренера — обладатель Кубка европейских чемпионов (1977), серебряный призёр чемпионата Европы по баскетболу (1979), 12-кратный чемпион и 13-кратный обладатель Кубка Израиля
- «Тренер 50-летия» (Израиль, 1997)
- Лауреат Премии Израиля (2006)

## Биография

### Детство, юность и игровая карьера
Ральф Клайн родился в 1931 году в Берлине в семье зажиточных венгерских евреев, перебравшихся в Германию и ведших там прибыльное дело. Незадолго до начала Второй мировой войны его семья вернулась в Будапешт, но в ходе войны отец Ральфа, Рудольф, был отправлен из Венгрии в Освенцим, где погиб. Ральф и другие члены его семьи остались в живых благодаря деятельности праведника мира, шведского дипломата Рауля Валленберга, хотя и потеряли практически все средства к существованию.
В 16 лет Ральф начал активно заниматься спортом. Он записался в футбольную школу клуба МТК, но вскоре его тренер посоветовал ему перейти в баскетбол или гандбол. Ральф выбрал баскетбол и вскоре уже играл в составе команды «Вац» в высшей лиге чемпионата Венгрии.
В 1951 году Клайн репатриировался в Израиль и стал игроком команды «Маккаби» (Тель-Авив). Приехав в Израиль без денег и без знания языка, он благодаря трудолюбию и упорству сумел преодолеть трудности абсорбции в новой стране и недоверие местных уроженцев и завоевал место в стартовом составе как клуба, так и сборной страны. в 1959 году он был избран капитаном «Маккаби» и сборной Израиля. Клайн провёл за «сине-жёлтых» 14 сезонов и столько же лет выступал за сборную, сыграв в её рядах на пяти чемпионатах Европы, одном чемпионате мира и в олимпийском турнире 1952 года. В общей сложности он провёл за сборную 68 игр. В 1959 году в Стамбуле он вошёл в число пяти лучших бомбардиров Европы. В составе «Маккаби» он шесть раз становился чемпионом Израиля и столько же раз выигрывал Кубок Израиля.

### Профессиональная тренерская карьера
После окончания игровой карьеры в 1964 году Клайн занялся тренерской работой. Около десятилетия он тренировал юниорские и молодёжные сборные Израиля, в 1972 году добравшись с молодёжной командой до четвёртого места на чемпионате Европы. В эти годы он также тренировал несколько клубов, включая родной тель-авивский «Маккаби». Всё это время он посещал курсы повышения квалификации вместе с ведущими тренерами студенческих команд США, одним из первых применив американскую тренерскую практику в Европе.
После сезона 1975 года, проведённого с командой «Хапоэль» (Хайфа), Клайн вновь принял под своё руководство тель-авивский «Маккаби» и одновременно главную сборную Израиля. Уже в 1977 году Клайн с «Маккаби» принёс Израилю первый титул в наиболее престижном европейском клубном турнире — Кубке европейских чемпионов, — по пути к победе обыграв московский ЦСКА. Через два года в Италии Клайн со сборной завоевал единственные за её историю медали чемпионата Европы, а в 1980 году второй раз дошёл с «Маккаби» до финала Кубке европейских чемпионов, уступив титул мадридскому «Реалу».
Клайн продолжал тренировать сборную Израиля до 1983 года, когда с ним заключили контракт западногерманский клуб «Сатурн» (Кёльн) и сборная ФРГ. Клайн тренировал «Сатурн» два года, а сборную ФРГ — четыре, за это время приведя её к восьмому месту на Олимпиаде в Лос-Анджелесе и пятому — на чемпионате Европы. В 1985 году по результатам опроса в западногерманской прессе он был признан баскетбольным тренером года, а в 1986 году — тренером года по всем видам спорта.
В 1987 году Клайн ещё на один сезон возглавил тель-авивский «Маккаби» и в третий раз дошёл с ним до финала Кубка европейских чемпионов, где тель-авивцы проиграли соперникам из Милана. С 1988 года он занимал пост главного тренера всех сборных команд Израиля, оставаясь на этой должности до 1991 года, когда принял под своё руководство другой тель-авивский клуб, «Хапоэль». За единственный сезон с «Хапоэлем» Клайн сумел завоевать для команды Кубок Израиля. Всего за тренерскую карьеру он выиграл 13 Кубков Израиля (12 из них с «Маккаби») и 12 чемпионатов страны (все с «Маккаби»). Последние титулы он завоевал с «Маккаби» в 1995 году. В 1996 году он был признан лучшим тренером «Маккаби» (Тель-Авив) за всю историю клуба (это произошло до того, как в 2000-е годы «Маккаби» трижды выиграл главный европейский баскетбольный трофей с Пини Гершоном). Последним профессиональным клубом Клайна стал «Маккаби» (Нетания), который он вывел в первую лигу.

### Дальнейшая деятельность
После окончания карьеры профессионального тренера Клайн продолжал работать с молодыми спортсменами. Под его руководством команда девочек из школы «Хадасим» выигрывала чемпионаты и Кубки Израиля и участвовала в чемпионате мира среди школ, а сборная колледжа им. Рупина выиграла студенческий чемпионат страны. Клайн также с 1995 по 2000 год преподавал в Институте им. Уингейта в Нетании, специализируясь в частности на подготовке тренеров. С 2002 по 2004 год он был спортивным комментатором на израильском телевидении.
Ральф Кляйн умер от рака в больнице «Шиба» (Рамат-Ган) 7 августа 2008 года.

## Награды и премии
В 1997 году Клайн был признан лучшим тренером Израиля за 50 лет существования страны; этот титул был ему присвоен министерством образования Израиля. В 2004 году он был включён в число семи человек, удостоенных чести зажечь менору в ходе празднования 56-й годовщины независимости Израиля. В 2006 году он вместе с футбольным вратарём Яаковом Ходоровым стал лауреатом Премии Израиля.